# أودي تي تي

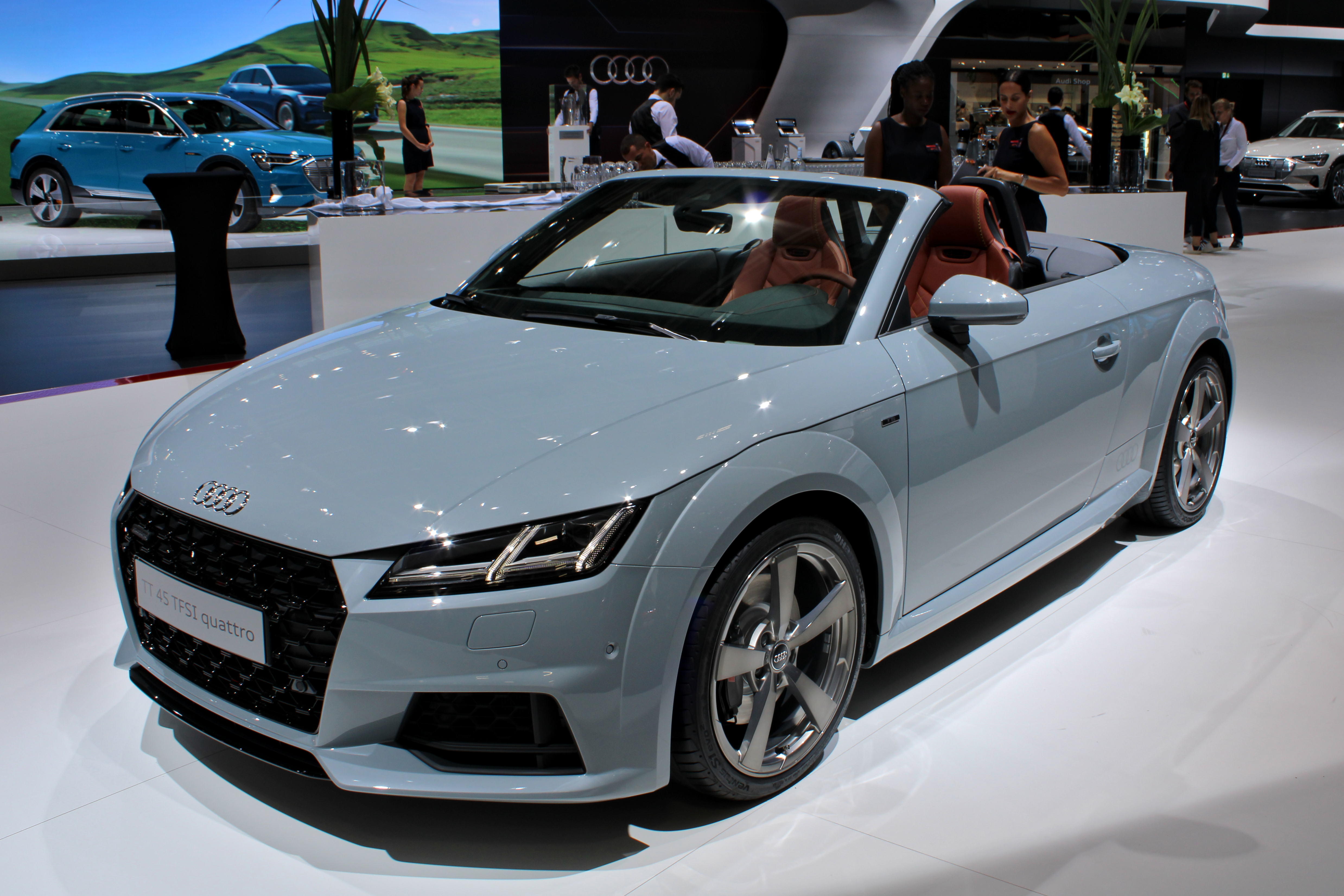
أودي تي تي

أودي تي تي (بالألمانية: Audi TT) هي سيارة رياضية المظهر تقدم عطاء جيدا في السير على الطرقات الوعرة، تأتي بطرازين هما طراز الكوبيه التي تتسع لأربعة ركاب، ومحركها من أسطوانات متتالية و صماما مع جهاز توربو بقوة حصانا ودفع أمامي عبر علبة تروس يدوية من نسب أمامية. الطراز الآخر من هذه السيارة هو أودي تي تي رودستر المأخوذ من حيث الشكل الخارجي عن طراز تي تي كوبيه، حتى المحرك هو المتعمد نفسه في الطرازين، وهو من أسطوانات بسعة. لتر مع شاحن توربو يولد طاقة حصانا ومزود بعلبة تروس يدوية من نسب وإلى جانب التجهيزات ووسائل السلامة الموجودة في طراز كوبيه.